# Boechera lincolnensis
Boechera lincolnensis là một loài thực vật có hoa trong họ Cải. Loài này được Windham & Al-Shehbaz mô tả khoa học đầu tiên năm 2006.